# 明神町 (徳島市)
明神町（みょうじんちょう）は、徳島県徳島市の町名。東富田地区に属している。明神町一丁目から明神町六丁目までが設置されている。郵便番号は〒770-0938。2010年1月現在の人口は933人、世帯数は448世帯。

## 地理
徳島市の東部、市街地の南西部に位置し、東はかちどき橋、西は富田橋の各商住混在地域と接する。東端をJR牟岐線が南北に走り、南端を御座船入江川が流れる。ほぼJR牟岐線に沿った住宅街で、南北に長く区間が複雑な地域。

### 河川
- 御座船入江川

## 歴史
元は富田浦町の一部で、昭和16年より現在の町名となった。地名の由来は、六丁目に弥吉明神（大麻比古神社）が存在することによる。
江戸時代には曲尺丁・御細工人丁・裏御細工人町・東御廐丁と呼ばれた。当地域の南部を流れる御座船入江川（明神川）は、参勤交代時に藩主の御座船が発着した。
弥吉明神は正式には大麻比古神社と呼ばれ、承応2年に藩士・河野忠左衛門の子・弥吉郎が一宮の山中で発見した神像を奉祀したのが始まりといわれ、また天正10年の一宮城落城の際、城内奉祀の御神体を一宮に祀ったもので、宵宮には昭和初年頃まで、明神川川沿いの馬場で奉祀競馬が行われた。昭和20年7月3日の徳島大空襲では、市街地方面が著しい戦火を受けた。
江戸期に徳島藩の絵師・矢野栄教、守住貫魚、明治期に洋画家・守住勇魚、郷土史家・村田丑太郎などが居住した。

## 交通

### 道路
一般国道
- 国道55号

## 施設
- 大麻比古神社